# Friedrich Gundolf-díj
A Friedrich Gundolf-díj a német kultúra külföldi közvetítéséért járó díj, melyet 1964-ben Friedrich Gundolf német költő, irodalomtörténész emlékére alapított a Német Nyelv és Költészet Akadémiája (Deutsche Akademie für Sprache und Dichtung).

## Díjazottak
- 1964 – Robert Minder (Párizs)
- 1965 – Frederick Norman (London)
- 1966 – Victor Lange (Princeton)
- 1967 – Eudo C. Mason (Edinburgh)
- 1968 – Oskar Seidlin (Columbus)
- 1969 – Eduard Goldstücker (Prága)
- 1970 – Erik Lunding (Åarhus)
- 1971 – Zoran Konstantinovi (Belgrád)
- 1972 – Ladislao Mittner (Velence)
- 1973 – Gustav Korlén (Stockholm)
- 1974 – Herman Meyer (Amszterdam)
- 1975 – Elizabeth M. Wilkinson (London)
- 1976 – Marian Szyrocki (Breslau)
- 1977 – Franz H. Mautner (Swarthmore)
- 1978 – Claude David (Párizs)
- 1979 – Zdenko Skreb (Zágráb)
- 1980 – Lew Kopelew (Moszkva)
- 1981 – Leonard Forster (Cambridge)
- 1982 – Tomio Tezuka (Tokió)
- 1983 – Jean Fourquet (Párizs)
- 1984 – Stuart Atkins (Santa Barbara)
- 1985 – Mazzino Montinari (Pisa)
- 1986 – Siegbert S. Prawer (Oxford)
- 1987 – Viktor Zmegac (Zágráb)
- 1988 – Feng Chih (Peking)
- 1989 – Leslie Bodi (Clayton/Ausztrália)
- 1990 – Konstantin Asadowski (Szentpétervár)
- 1991 – Giorgio Strehler Mailand
- 1992 – Emil Skala (Prága)
- 1993 – Patrice Chéreau (Párizs)
- 1994 – Helen Wolff Hanover, N. H.
- 1995 – Philippe Lacoue-Labarthe (Strassburg)
- 1996 – Volkmar Sander (New York)
- 1997 – Kertész Imre (Budapest)
- 1998 – Shulamit Volkov (Tel Aviv)
- 1999 – Thomas von Vegesack (Stockholm)
- 2000 – Ryszard Krynicki (Krakkó)
- 2001 – Fuad Rifka (Bejrút)
- 2002 – Massimo Cacciari (Velence)
- 2003 – Per Øhrgaard (Koppenhága)
- 2004 – Isidor Levin (Szentpétervár)
- 2005 – Földényi F. László (Budapest)
- 2006 – Kwang-Kyu Kim (Szöul)
- 2007 - Nora Iuga
- 2008 - Jurko Prochasko
- 2009 - Nicholas Boyle
- 2010 - Şara Sayin
- 2011 - Feliu Formosa
- 2012 - Bernard Lortholary
- 2013 - Mati Sirkel
- 2014 - Drinka Gojković (Belgrád)
- 2015 - Neil MacGregor (London)

## Külső hivatkozások
- A Gundolf-díj a Német Akadémia honlapján Archiválva 2014. július 1-i dátummal a Wayback Machine-ben